# Солодовниченко Юрій Владиславович
Солодовниченко Юрій Володимирович — народився 8 лютого 1978 року в Херсоні, український шахіст, гросмейстер з 2007 року.

## Шахова кар'єра
Він почав досягати перших міжнародних успіхів наприкінці 1990-х рр. У 1998 р. виграв у Пільзно, зайняв друге місце в Голлабрунн (після Азер Мірзоєва) і розділив Друге місце в Глоговец (після Дмитра Стеця, разом з Геннадієм Тимошенко. Він виконав норми на звання гросмейстера в Дайцизау (2005), Гамбург (2005, перший відділ) та Шамбері (2006, перший відділ).
Він домігся ряду успіхів на міжнародних турнірах, перемагаючи чи розділяючи, серед інших у Рошфорті (2003, 2005), Бад-Вільдбад (2003), Рудник-над-Сяном (2003), Гота (2003), Севастополь (2004), Саарлуї (2004), Нойнгаузен (2005), Феффернитц (2005), Ст. Вайт (2005), Золінген (2006, швидкі шахи), Родатичі (2006), Кутро (2008), Набережні Челни (2008), Валь Торанс (2008), Паневежис (2008), Денневітз (2008), Герфорд (2008), Альбасете (2008), Лойтерсдорф (2009), Лейден (2009), Бергамо (2009 — двічі), Фурмі (2009), Маастрихт (2009), Фігерас (2009), Драйгуіз (2010), Ворсхотен (2010), Дітцинген (2010), Ножак-сюр-Мер (2010) , Сан-Лоренцо де Ель Ескаріал (2010), Вестерос (2014) та Осло (2014).
У 2013 році він зайняв 1 місце на Чемпіонаті Північних країн, грав у Кьоге.
Він досяг найвищого рейтингу 1 листопада 2011 р., набравши 2629 балів, він був 12-м серед українських шахістів.

## Приватне життя
У 2001 році закінчив Херсонський університет за спеціальністю машинобудування та економіст. Одружений з Оленою Сухотіною з 2004 року, він має дві дитини.